# 앨런 파듀
앨런 스콧 파듀(Alan Scott Pardew, 1961년 7월 18일 ~ )는 잉글랜드의 전 프로 축구 선수이다.
그의 최고 성적은 선수로서 1990년 크리스털 팰리스에서 한번, 감독으로서 2006년 웨스트햄 유나이티드에서 FA 컵 결승에 두 번이 올라간 것이다. 그럼에도 불구하고 그는 이 두 번의 기회에서 우승을 하지 못했다. 감독으로서 레딩과 웨스트햄 유나이티드를 승격 시킨 바 있으며, 2010년에는 사우샘프턴을 우승시켰고, 2011-12시즌 뉴캐슬 유나이티드를 UEFA 유로파리그에 진출시키며 감독들이 뽑은 올해의 감독상과 프리미어리그 올해의 감독상을 수상하였다.

## 선수 경력

### 경력 초기
유리 기술자이자 택시 기사로 일하던 파듀는 그의 선수 경력을 화이텔리프와 엡섬 & 유얼에서 파트 타임 선수로 시작하였다. 어린 시절 풀럼의 팬이었던 그는 중동으로 6개월 간 돈을 벌러 가면서 축구 선수를 포기해야했지만, 다시 돌아와 코린시언 캐주얼스와 덜리치 햄릿 그리고 요빌 타운에서 뛰면서 잉글랜드 준프로 스쿼드에 등록되었다.

### 크리스털 팰리스
1987년 파듀는 풋볼 리그 2부 소속의 크리스털 팰리스로 7,500파운드의 이적료에 이적하였고, 1989년 플레이 오프에서 블랙번 로버스를 이기며 팀이 풋볼 리그 1부로 승격하도록 기여하였다. 이듬해 빌라 파크에서 열린 FA 컵 준결승에서 리버풀에 4-3으로 이긴 경기에서 결승골을 기록하였지만, 결승전에서 맨체스터 유나이티드에 패배하였다.

### 경력 말기
파듀는 1991년 찰튼 애슬레틱으로 옮겨 1992-93시즌 10골을 기록하며 팀 내 최다 득점을 한다. 1995년 토트넘 홋스퍼로 임대되며 4경기 출장에 그친 그는 홍콩에서 뛸 기회를 부여받았지만 거절하였고, 바넷으로 옮겨 테리 벌리밴트 감독 아래에서 선수 겸 코치로 활동하였고, 벌리밴트가 레딩으로 옮기자 그를 따라 팀을 옮겨 2군 감독으로 활동하였다.

## 감독 기록
2018년 3월 31일 기준
| 팀                    | 국가     | 임기 시작        | 임기 만료        | 기록 | 기록 | 기록 | 기록 | 기록   |
| 팀                    | 국가     | 임기 시작        | 임기 만료        | 경기 | 승   | 무   | 패   | 승률 % |
| --------------------- | -------- | ---------------- | ---------------- | ---- | ---- | ---- | ---- | ------ |
| 레딩 (대행)           | 잉글랜드 | 1998년 3월 18일  | 1998년 3월 25일  | 1    | 0    | 0    | 1    | 000.0  |
| 레딩                  | 잉글랜드 | 1999년 10월 13일 | 2003년 11월 10일 | 211  | 102  | 52   | 57   | 048.3  |
| 웨스트햄 유나이티드   | 잉글랜드 | 2003년 10월 20일 | 2006년 12월 11일 | 163  | 67   | 38   | 58   | 041.1  |
| 찰턴 애슬레틱         | 잉글랜드 | 2006년 12월 24일 | 2008년 11월 22일 | 90   | 28   | 26   | 36   | 031.1  |
| 사우샘프턴            | 잉글랜드 | 2009년 7월 17일  | 2010년 8월 30일  | 64   | 34   | 17   | 13   | 053.1  |
| 뉴캐슬 유나이티드     | 잉글랜드 | 2010년 12월 9일  | 2014년 12월 30일 | 185  | 71   | 41   | 73   | 038.4  |
| 크리스털 팰리스       | 잉글랜드 | 2015년 1월 3일   | 2016년 12월 22일 | 87   | 35   | 13   | 39   | 040.2  |
| 웨스트브로미치 앨비언 | 잉글랜드 | 2017년 11월 29일 | 2018년 4월 2일   | 21   | 3    | 5    | 13   | 014.3  |
| 합계                  | 합계     | 합계             | 합계             | 822  | 340  | 192  | 290  | 41.4   |

## 수상 경력

### 선수
크리스털 팰리스
- 풋볼 리그 2부 플레이오프: 1989년

### 감독

#### 클럽
웨스트햄 유나이티드
- 풋볼 리그 챔피언십 플레이오프: 2005년

사우샘프턴
- 풋볼 리그 트로피 우승: 2010년

#### 개인
- 프리미어리그 올해의 감독상: 2011-12
- 감독들이 뽑은 올해의 감독상: 2011-12

## 참고 문헌
1. ↑  이두원 기자 (2012년 5월 12일). “뉴캐슬 파듀, EPL '올해의 감독' 선정”. OSEN. 2012년 7월 17일에 확인함.
2. 1 2  Henderson, Jon (2006년 5월 7일). “Rise of the part-timer who almost quit”. 《The Guardian》 (London). 2012년 8월 13일에 확인함.
3. 1 2  “Pardew's Charlton profile”. Charlton Athletic FC. 2012년 8월 13일에 확인함.[깨진 링크(과거 내용 찾기)]
4. ↑  Shaw, Phil (1995년 6월 26일). “No picnic for English clubs by the sea”. London: 인디펜던트. 2009년 11월 22일에 원본 문서에서 보존된 문서. 2012년 8월 13일에 확인함.
5. ↑  Tottenham Hotspur FC profile at UEFA.com